# Шудзя (присілок)
Шудзя́ (рос. Шудзя) — присілок в Глазовському районі Удмуртії, Росія.

## Населення
Населення — 112 осіб (2010; 128 в 2002).
Національний склад станом на 2002 рік:
- удмурти — 96 %

## Урбаноніми[3]
- вулиці — Гвардійська, Кутова